# Tranvia Torino-Volpiano
La tranvia Torino-Leinì-Volpiano era una linea interurbana a vapore, in esercizio dal 1883 al 1932.

## Storia

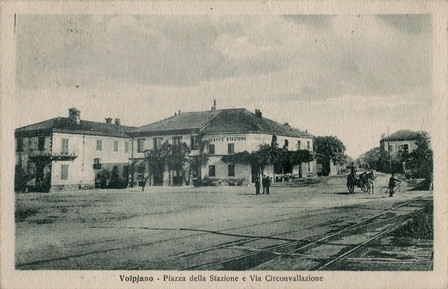
Volpiano, binari tranviari davanti alla stazione

Il 29 marzo 1882 l'ing. Ambrogio Perincioli ottenne la concessione dalla provincia di Torino per una tranvia da Torino a Leinì, Feletto, Rivarolo Canavese e Castellamonte, con l'obbligo di ultimare il tratto Torino-Leinì entro l'anno e l'intera linea nel primo semestre dell'anno seguente.
Il primo treno partì da Leinì il 24 giugno 1883: la locomotiva che trainò il convoglio inaugurale, una Krauss, fu battezzata Andrea Provana in onore dell'ammiraglio che combatté nella battaglia di Lepanto.
La linea fu prolungata a Volpiano l'anno successivo; contestualmente la gestione fu assegnata alla Società Anonima Tramways Torino Leynì Volpiano.
La linea era stata pensata come connessione della zona del Canavese alla sinistra della ferrovia Settimo-Rivarolo (fino ad allora non servita da mezzi di trasporto celeri) con la ferrovia stessa.
Un nuovo passaggio di gestione si ebbe nel 1891 allorché subentrò la Società Anonima Tramvia Torino-Leinì-Volpiano, rinominata nel 1891 come Società Anonima per la Ferrovia Centrale e le Tranvie del Canavese, la quale impostò gli orari in modo che non risultassero concorrenziali rispetto a quelli della parallela ferrovia del Canavese, gestiti dalla medesima azienda.
L'orario del 1896 era impostato secondo cinque coppie di treni giornalieri, che scendevano a quattro al sabato e nei festivi.
La concessione dell'impianto, cui la società esercente non intese destinare i finanziamenti per il necessario rinnovo della sede e per l'elettrificazione, scadde nel 1929; a seguito di ciò la tranvia rimase in esercizio per il solo traffico merci fino al 1931, quando la stessa fu definitivamente chiusa.

## Caratteristiche
La linea tranviaria era lunga 18,100 km, a scartamento normale di 1445 mm. Il raggio di curvatura minimo era di 50 metri, la pendenza massima del 30 per mille; la velocità massima raggiungibile era di 20 km/h.

### Percorso
L'originario capolinea era situato in piazza Emanuele Filiberto, poi piazza della Repubblica nella zona detta Porta Palazzo; in seguito venne ricollocato più a nord in corso Ponte Mosca all'angolo con via degli orti.
Attraversata la Dora Riparia sull'omonimo ponte, i convogli giungevano quindi alla barriera dell'Abbadia di Stura alla volta della strada per Cuorgné interessando via Leinì e corso Vercelli.
Dopo aver attraversato la ferrovia Torino-Milano, i convogli tranviari servivano Leinì in via Torino e quindi Volpiano, giungendo davanti alla locale stazione ferroviaria.

## Materiale rotabile
Nel 1927 il parco rotabili della tranvia risultava composto da cinque locomotive a vapore, 26 rimorchiate a due assi e cinque carri merci.

### Materiale motore - prospetto di sintesi[10]
| Unità | Anno di costruzione | Costruttore | Quantità | Tipo     | Velocità massima |
| ----- | ------------------- | ----------- | -------- | -------- | ---------------- |
| 1 ÷ 2 | 1884                | Krauss      | 2        | a 2 assi | 20 km/h          |
| 3 ÷ 7 | 1884-1909           | Krauss      | 5        | a 2 assi | 30 km/h          |